# The Greatest Hits (álbum de Texas)
The Greatest Hits é um álbum de compilação de êxitos da banda escocesa Texas, editado em 2000. O álbum inclui três canções novas, tendo alcançado no Reino Unido 6x a platina.

## Alinhamento

### Edição internacional
1. "I Don't Want a Lover"
2. "In Demand"
3. "Say What You Want"
4. "Summer Son"
5. "Inner Smile"
6. "So in Love with You"
7. "Black Eyed Boy"
8. "So Called Friend"
9. "Everyday Now"
10. "In Our Lifetime"
11. "Halo"
12. "Guitar Song"
13. "Prayer for You"
14. "When We Are Together"
15. "Put Your Arms Around Me"
16. "Say What You Want (All Day Every Day)" (featuring Method Man and The RZA)

- As canções "Insane" e "Tired of Being Alone" estão apenas disponíveis na versão em cassete.

### Reino Unido
1. "I Don't Want a Lover"
2. "In Demand"
3. "Say What You Want"
4. "Summer Son"
5. "Inner Smile"
6. "So in Love with You"
7. "Black Eyed Boy"
8. "So Called Friend"
9. "Everyday Now"
10. "In Our Lifetime"
11. "Halo"
12. "Guitar Song"
13. "Prayer for You"
14. "When We Are Together"
15. "Insane"
16. "Tired of Being Alone"
17. "Put Your Arms Around Me"
18. "Say What You Want (All Day Every Day)" (featuring Method Man and The RZA

## Desempenho nas tabelas musicais
| Tabela (12000)       | Melhor posição |
| -------------------- | -------------- |
| UK Albums Chart      | 1              |
| French Albums Chart  | 1              |
| German Albums Chart  | 11             |
| Spanish Albums Chart | 2              |
| Swiss Albums Chart   | 8              |